# جری بست (بازیکن فوتبال، زاده ۱۹۰۱)
جری بست (انگلیسی: Jerry Best; ۲۳ ژانویهٔ ۱۹۰۱ – ۱۸ مارس ۱۹۷۵) بازیکن فوتبال اهل بریتانیا بود.
از باشگاه‌هایی که در آن بازی کرده‌است می‌توان به باشگاه فوتبال لیدز یونایتد، باشگاه فوتبال دارلینگتون، باشگاه فوتبال هال سیتی، باشگاه فوتبال نیوکاسل یونایتد، و باشگاه فوتبال لیتون اورینت اشاره کرد.